# Svjetski kup u vaterpolu 1979.
Svjetski kup u vaterpolu 1979. prvo je izdanje ovog natjecanja. Održan je u tadašnjoj Jugoslaviji u gradovima Rijeci i Beogradu od 29. travnja do 6. svibnja. Na njemu je sudjelovalo osam najboljih momčadi sa SP 1978.

## Konačni poredak
| Mj. | Država      |
| --- | ----------- |
| 1.  | Mađarska    |
| 2.  | SAD         |
| 3.  | Jugoslavija |
| 4.  | SSSR        |
| 5.  | Njemačka    |
| 6.  | Italija     |
| 7.  | Rumunjska   |
| 8.  | Bugarska    |